# Inba (distrito)

Inba (印旛郡; -gun) é um distrito localizado em Chiba, Japão.
Em 2003 o distrito possuía uma população estimada de 66.401 e uma densidade de 545,30 pessoas por km². Sua área total é de 121,77 km².

## Cidades e vilarejos
- Inba
- Motono
- Sakae
- Shisui